# Robert Harting
Robert Harting (* 18. Oktober 1984 in Cottbus) ist ein ehemaliger deutscher Diskuswerfer. Er ist in dieser Disziplin Olympiasieger sowie mehrmaliger Welt- und Europameister. Von 2012 bis 2014 wurde er dreimal in Folge zum Sportler des Jahres in Deutschland gewählt.

## Leben
Robert Harting wurde als ältester Sohn von Gerd und Bettina Harting in Cottbus geboren. Beide Eltern waren Leistungssportler in der DDR. Der Vater, ein Offsetdrucker, war ebenfalls Diskuswerfer, die Mutter, eine Krankenschwester, war Kugelstoßerin. Harting hat einen jüngeren Bruder, Christoph Harting (* 1990), der ebenfalls Diskuswerfer ist und 2016 Olympiasieger wurde.
Harting spielte ab seinem zehnten Lebensjahr Handball beim USC Cottbus, mit 13 Jahren wechselte er zum LC Cottbus. Dort ging er mit Erfolg dem Diskuswurf und Kugelstoßen nach und ging als 17-Jähriger 2001 zu LG Nike Berlin. Ab 2004 konzentrierte sich Harting, der die Kugel an die 18 Meter stieß und Vizejugendmeister in dieser Disziplin geworden war, nur noch auf den Diskuswurf.
2014/15 engagierte sich Harting für die Einrichtung der Deutschen Sportlotterie.
Robert Harting lebt in Berlin, wo er als Stabsunteroffizier bis zum 30. September 2018 Sportsoldat der Sportfördergruppe der Bundeswehr war. Er gehört dem Sportklub SC Charlottenburg an und studierte seit Herbst 2009 an der Universität der Künste Berlin Gesellschafts- und Wirtschaftskommunikation. Zu seinen Hobbys zählt er die abstrakte Malerei.
Er ist mit der Diskuswerferin Julia Harting geb. Fischer verheiratet. Im Mai 2019 wurden sie Eltern von Zwillingen.

## Sportliche Erfolge
2001 wurde Harting Vizejugendweltmeister. Deutscher Jugendmeister war er zudem von 2001 bis 2003 im Diskuswurf und 2003 auch im Kugelstoßen. 2006 wurde er U23-Europameister. In diesem Jahr nahm er auch an den Europameisterschaften in Göteborg teil. Dort verfehlte er aber, mit 59,87 m auf Platz 13 liegend, knapp das Finale der besten Zwölf.
2007 folgte seine bis dahin erfolgreichste Saison. Im Juli wurde er in Erfurt mit 63,79 m erstmals Deutscher Meister. In den beiden Jahren zuvor war er Vizemeister geworden, und im Jahr 2004 hatte er den vierten Platz belegt. Im August folgte die Teilnahme an den Weltmeisterschaften in Ōsaka. Er gewann dort mit 66,68 m überraschend die Silbermedaille und musste sich nur dem Esten Gerd Kanter geschlagen geben. 2008 konnte Harting, wie auch in den Folgejahren, seinen Deutschen Meistertitel verteidigen. Bei den Olympischen Spielen 2008 in Peking belegte er den vierten Platz.

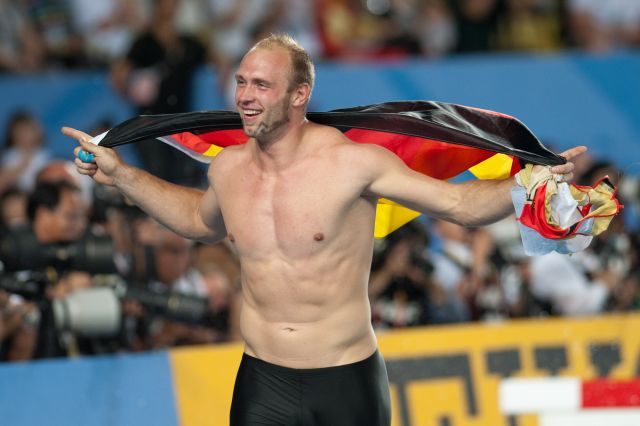
Harting nach dem Gewinn des Weltmeistertitels 2011 in Daegu

Bei den Weltmeisterschaften 2009 in Berlin wurde Harting mit einer Weite von 69,43 m Weltmeister und feierte damit seinen bis dahin größten sportlichen Erfolg. Im folgenden Jahr errang er bei den Europameisterschaften 2010 in Barcelona die Silbermedaille. 2011 verteidigte er in Daegu seinen Weltmeistertitel mit einer Weite von 68,97 m und widmete die Medaille seinem in Afghanistan gefallenen Bundeswehrkameraden Markus Matthes. Nachdem er die ganze Saison über Kniebeschwerden hatte, wurde er im Oktober 2011 an der Patellasehne operiert, die ihm aber weiterhin Probleme bereitete.
Am 19. Mai 2012 übertraf Harting bei den Werfertagen in Halle (Saale) zum ersten Mal die 70-Meter-Marke und steigerte damit seine persönliche Bestleistung auf 70,31 m. Drei Tage später verbesserte er seine Bestmarke beim Leichtathletik-Meeting in Turnov nochmals auf 70,66 m. Im Juni 2012 wurde er in Helsinki mit einer Weite von 68,30 m zum ersten Mal in seiner Karriere Europameister. Im August gewann er bei den Olympischen Spielen 2012 in London mit einer im fünften Versuch erzielten Weite von 68,27 m die Goldmedaille. Es war der erste Olympiasieg in der Leichtathletik für Deutschland seit dem Jahr 2000.
Bei den Weltmeisterschaften 2013 in Moskau verteidigte Harting mit einer Weite von 69,11 m ein weiteres Mal seinen Weltmeistertitel. Im September 2013 wurde Thorsten Schmidt für den in Ruhestand gehenden Werner Goldmann Hartings neuer Trainer. Bei den Europameisterschaften 2014 in Zürich sicherte er sich mit einer Weite von 66,07 m erneut den Titel, sein fünfter in Folge bei Großereignissen. Im September 2014 zog er sich beim Lauftraining einen Kreuzbandriss zu.
Am 13. Februar 2016 gab Harting beim ISTAF indoor Berlin mit einem Siegeswurf von 64,81 m sein Comeback. Bei den Olympischen Spielen in Rio de Janeiro scheiterte er in der Qualifikation, nachdem er am Vortag einen Hexenschuss erlitten hatte. 2017 wurde er im nordfranzösischen Lille Team-Europameister, wozu er durch einen Sieg beim Diskuswurf mit Saisonbestleistung beitrug. Bei den Deutschen Meisterschaften in Erfurt siegte er mit 65,65 m; dies war sein zehnter und gleichzeitig letzter deutscher Meistertitel. Bei den Weltmeisterschaften in London erreichte er mit einer Weite von 65,10 m den sechsten Platz.
Bei den Europameisterschaften 2018 in Berlin, seinem letzten internationalen Wettkampf, verpasste Harting einen Medaillenrang und belegte mit einer Weite von 64,33 m den sechsten Platz. Mit dem zweiten Platz beim ISTAF in Berlin mit 64,95 Metern beendete er am 2. September 2018 seine sportliche Karriere.
Leistungsentwicklung
| \| 2003 \| 59,54 m \| \| 2004 \| 64,05 m \| \| 2005 \| 66,02 m \| \| 2006 \| 65,22 m \| \| 2007 \| 66,93 m \| \| 2008 \| 68,65 m \| \| 2009 \| 69,43 m \| \| 2010 \| 69,69 m \| \| 2011 \| 68,99 m \| \| 2012 \| 70,66 m \| \| 2013 \| 69,91 m \| \| 2014 \| 68,47 m \| \| 2015 \| - \| \| 2016 \| 68,04 m \| \| 2017 \| 66,30 m \| \| 2018 \| 65,13 m \| |         |
| 2003 | 59,54 m |
| 2004 | 64,05 m |
| 2005 | 66,02 m |
| 2006 | 65,22 m |
| 2007 | 66,93 m |
| 2008 | 68,65 m |
| 2009 | 69,43 m |
| 2010 | 69,69 m |
| 2011 | 68,99 m |
| 2012 | 70,66 m |
| 2013 | 69,91 m |
| 2014 | 68,47 m |
| 2015 | -       |
| 2016 | 68,04 m |
| 2017 | 66,30 m |
| 2018 | 65,13 m |

## Kontroverse
Vor den Weltmeisterschaften in Berlin 2009 befürwortete Harting die eingeschränkte Freigabe von Dopingmitteln.
Während der Weltmeisterschaften äußerte sich Harting kritisch zu einer Aktion von Doping-Opfern der DDR. Teil dieser Aktion war die Verteilung von Pappbrillen an die Zuschauer, um plakativ auf den im Verborgenen weiter stattfindenden Missbrauch verbotener Mittel aufmerksam zu machen. Hierzu kommentierte Harting: „Wenn der Diskus aufkommt, soll er gleich gegen die Brillen springen, damit die wirklich nichts mehr sehen.“ Die Äußerung wurde sowohl vom Deutschen Leichtathletik-Verband als auch von der Öffentlichkeit scharf kritisiert. Der DLV-Vizepräsident Eike Emrich ließ jedoch in einer Stellungnahme folgendes verlauten: „Mit der Bitte um Nachsicht führt Robert Harting an, dass die Anspannung des Qualifikations-Wettkampfes nachwirkte und zu unakzeptablen Äußerungen geführt hatte. Dies wurde dadurch verstärkt, dass Diskussionen um die Dopingproblematik in der Vergangenheit wiederholt seine Konzentration auf die Vorbereitung gestört hatten.“ Robert Harting spielte mit seinen Äußerungen auf die Kritik an seinem Trainer Werner Goldmann an, der mit Doping zu DDR-Zeiten in Verbindung gebracht wurde.
Im Januar 2015 äußerte er sich kritisch über die Arbeit der Welt-Anti-Doping-Agentur (WADA) und beklagte das Ungleichgewicht im weltweiten Anti-Doping-Kampf.

## Auszeichnungen
- Sportler des Jahres: 2012[23], 2013, 2014
- Leichtathlet des Jahres: 2009, 2012, 2014
- Berlins Sportler des Jahres: 2011, 2012, 2013, 2014
- Goldene Henne: 2012 (Ehrenpreis der Jury – „Olympia“)
- Silbernes Lorbeerblatt: 2012[24]
- Verdienstorden des Landes Berlin: 2012[25]
- St.-Georgs-Orden in der Kategorie Sport: 2015[26]
- Askania Sport Award: 2018
- Rudolf-Harbig-Gedächtnispreis: 2019